# 莲华街道
莲华街道是中国云南省昆明市五华区下辖的一个街道，位于昆明市区北部，辖区东起盘龙江与盘龙区隔江而望，西至虹山东路沿羊仙坡与丰宁街道和普吉街道相接，南至昆石铁路临华山街道和龙翔街道，北到核桃箐与红云街道毗邻。莲华街道辖区具有面积大，单位多，部队多，科研院所，大专院校多，下岗破产企业多，流动人口多等特点。

## 历史
莲华街道因境内的莲花池而得名，莲花池原是清初平西王吴三桂别宫安阜园中的水池，民国时期曾设莲华镇。中华人民共和国成立后，云南民族学院、昆明工学院等大专院校在莲花池畔兴建，昆明高新技术开发区在苏家塘一带建立，人口逐渐增多。1987年5月由北门街道划出成立莲华街道。2004年，原西站街道的向阳新村、林钢新村和盘龙区联盟街道的马村、虹山划入莲花街道。

## 行政区划
莲华街道共辖12个社区，其中地缘型社区7个，即苏家塘社区、教场中路社区、教场北路社区、教场东路社区、学府社区、江岸社区和江北社区；单位型社区3个，即昆明理工大学社区、云南财经大学社区和昆明冶金高等专科学校社区；涉农社区2个，即马村社区和虹山社区。